# Семейка монстров (фильм, 2022)
«Семейка монстров» — американский комедийный фильм ужасов, снятый режиссёром Робом Зомби. Основан на одноимённом ситкоме 1960-х годов. События фильма происходят до событий сериала и рассказывают историю происхождения персонажей. В фильме снимались Джефф Дэниел Филлипс, Шери Мун Зомби, Дэниел Робук, Сильвестр Маккой и Ричард Брейк.
«Семейка монстров» является совместным проектом Universal 1440 Entertainment и Spookshow International Films. Фильм был выпущен в цифровом формате, Blu-ray и DVD, а также доступен для потоковой передачи на Netflix 27 сентября 2022 года.

## Актёрский состав
| Актёр                  | Роль             |
| ---------------------- | ---------------- |
| Джеффри Дэниэл Филлипс | Герман Мюнстер   |
| Шери Мун Зомби         | Лили Мюнстер     |
| Дэниел Робук           | дедушка          |
| Ричард Брейк           | доктор Вольфганг |
| Сильвестр Маккой       | Игорь            |
| Хорхе Гарсиа           | Флуп             |
| Катерина Шелл          | Зои Крупп        |
| Кассандра Петерсон     | Барбара Карр     |

## Производство

### Разработка
Пожизненный поклонник телесериала 1960-х годов, Роб Зомби занимался разработкой «Семейкой монстров» ещё до выхода своего первого полнометражного фильма Дом 1000 трупов. В 2016 году Зомби узнал о готовившемся проекте Universal и принял решение участвовать. Он начал переделывать фильм, который изначально был посвящён сыну Германа и Лили, но Universal в конечном итоге отменила картину.
В марте 2021 года сообщалось, что Зомби разрабатывает полнометражную экранизацию телесериала. Ходили слухи, что бюджет фильма составляет 40 миллионов долларов, но Роб опроверг их.

### Подготовка к производству
Зомби прилетел в Будапешт в июне 2021 года, чтобы начать разведку местности. 2 июля 2021 года Шери Мун Зомби подтвердила, что фильм находится на стадии подготовки к съёмкам. Роб через свои социальные сети поделился многочисленными предварительными материалами, он показал проекты дома Мюнстеров на переулке Пересмешников и ранние макеты головы Германа Мюнстера.
26 июля 2021 года Зомби поделился первыми эскизами костюмов Лили и Германа. В сентябре он вернулся в США для участия в ряде концертов, но продолжал делиться новостями о строительстве переулка пересмешников в своём Instagram.

### Кастинг
Роб Зомби использовал социальные сети, чтобы сообщать фанатам информацию о кастинге. Его первое объявление было сделано в октябре 2021 года, он назвал основной актёрский состав: Джефф Дэниел Филлипс (Герман Мюнстер), Шери Мун Зомби (Лили Мюнстер) и Дэн Робак (Граф). Все трое актёров уже снимались в фильмах Роба.
Актёр Ричард Брейк получил роль доктора Генри Августа Вольфганга, «самого сумасшедшего учёного Трансильвании». Это уже четвёртый фильм Зомби, в котором снялся Брейк, ранее он появлялся в фильмах «Хэллоуин 2», «31» и «Трое из ада». Съёмки Брейка закончились в мае 2022 года. Шотландский актёр Сильвестр Маккой получил роль Игоря, «верного слуги Мюнстеров». Маккой завершился в апреле 2022 года. В начале 2022 года Роб Зомби поделился фотографией Катерины Шелл со съёмочной площадки, её утвердили на роль Зои Крупп. Американский актёр и комик Хорхе Гарсия получил роль Флупа, горбатого помощника доктора Вольфганга и лучшего друга Германа Мюнстера. Кассандра Петерсон была выбрана на роль Барбары Карр, «агента по недвижимости номер один во всем Пересмешнике Хайтс». Британский актёр Джереми Уиллер присоединился к актёрскому составу в роли мистера Гейтмана, босса Германа в похоронном бюро. Актёр Томас Бойкин был выбран на роль Лестера, брата Лили.
Пэт Прист игравший Мэрилин Манстер в одноимённом сериале, также присоединился к актёрскому составу фильма. Бутч Патрик был утверждён на роль Жестяного Человека, робота созданного Эдди. Было объявлено что появятся несколько второстепенных персонажей: дядя Гилберт, который был в оригинальном эпизоде "Любовь приходит в пересмешники", и Зомбо, появившегося во втором сезоне. Граф Орлок также вернулся, Зомби намекнул, что персонаж был бывшим кавалером Лили до того, как она встретила Германа.

### Съёмки
Основные съёмки начавшиеся в ноябре 2021 года в Будапеште, завершились 7 июля 2022 года.

## Выход фильма

### Netflix
18 июля 2022 года Зомби объявил, что фильм будет выпущен на платформе Netflix осенью. Премьера фильма на Netflix была назначена в конце августа на 27 сентября 2022 года.

### Blu-ray и DVD
20 июля было объявлено, что фильм будет выпущен на Blu-ray и DVD 27 сентября 2022 года.